# Gymnasium Haganum
Het Gymnasium Haganum is een openbaar gymnasium in Den Haag. De school is gevestigd in een neorenaissancegebouw aan de Laan van Meerdervoort. De eerste vermelding die wijst op het bestaan van de school dateert van 1327.

## Geschiedenis
De eerste vermelding van een Haagse Latijnse school is in 1327. De school hoorde toen bij het Kapittel van Sint Maria en de lokalen waren gevestigd in de Hofkapel op het Binnenhof. De staf bestond uit een rector en enkele praeceptores. Omstreeks 1450 bevond de school zich tegenover de Sint-Jacobskerk aan de westzijde van de Torenstraat. Rond 1475 verrees een nieuwe school aan de Sint Jacobsstraat, die daarmee de naam Schoolstraat kreeg. Tijdens de Reformatie deed de Rooms-Katholieke Kerk de school over aan het stadsbestuur. Vanaf 1592 was de school gevestigd in de Zuilingstraat, in het oude brouw- en ziekenhuis van het Agnietenconvent, waarna in 1820 een pand in de Raamstraat (wijk t-86) werd betrokken met boven de ingang het opschrift Palladis Haganae Sedes.
De Latijnse school onderwees niet veel meer dan Latijn (de lingua franca in de wetenschappelijke wereld) en een klein beetje Grieks (de sleutel tot Bijbelstudie), maar het diploma bood toelating tot de universiteiten in de noordelijke Nederlanden, waaronder de universiteiten in Leiden, Franeker, Groningen, Utrecht en Harderwijk. In de achttiende eeuw werd de Latijnse School ook Gymnasium Haganum of Gymnasium Hagensis genoemd. Naast de Latijnse School was in Den Haag inmiddels ook de Middelbare School ontstaan, met onderricht in wiskunde, boekhouden en de moderne talen, een curriculum dat veel ouders meer aansprak dan kennis van de oude talen. In 1833 combineerde rector Caspar Bax beide schooltypen voor het eerst in een zesjarige opleiding. De combinatie bleek succesvol en op 8 oktober 1838 werd het Stedelijk Gymnasium officieel gesticht.
Deze opleiding, volgens Bax "een volledig onderwijs voor alle standen van burgers, welke een beschaafde opvoeding voor hun kinderen verlangen", bestond uit twee afdelingen; de eerste volledig gericht op toelating tot de academie (universiteit), de tweede gericht op een civiele of militaire betrekking. De gymnasiumafdeling nam de moderne talen en exacte vakken op in de lesstof. Het nieuwe schooltype kende ook tegenstanders; oud-rector Kappeyne van de Coppello gaf zijn zoon Jan, de latere minister-president, liever privé-onderricht. In de praktijk functioneerden de twee schooltypen volkomen langs elkaar heen en in 1869 werden zij fysiek weer gescheiden. Het civiel/militaire deel werd Hoogere Burgerschool (HBS) en ging naar een pand aan het Bleijenburg; het 'academische' deel, het gymnasium, werd gevestigd aan het Lage Westeinde 52, het voormalige woonhuis van de dichter Hieronymus van Alphen.
In 1879 werden er voor het eerst meisjes als leerling toegelaten. Mede hierdoor steeg jaarlijks het aantal nieuwe inschrijvingen. Het gebouw aan het Westeinde werd te klein en in 1907 werd dan ook een nieuw schoolgebouw (het huidige) betrokken aan de Laan van Meerdervoort. De groei van het aantal leerlingen maakte in 1917 de stichting van een tweede gymnasium noodzakelijk. De naam van de school veranderde daarmee in Eerste Stedelijk Gymnasium. In 1940 veranderde het Tweede Stedelijk Gymnasium zijn naam in Maerlant-Lyceum, waarna het "eerste" zijn naam veranderde in Gemeentelijk Gymnasium. Weer later, in 1946, werd de naam Gymnasium Haganum.
In 1917 werd de gymnasiale opleiding gesplitst in een letterendeel (alpha) en een exact deel (beta). Deze splitsing zou tot de invoering van de Mammoetwet in 1968 voortduren. Door die Mammoetwet kwamen de zelfstandige gymnasia in zwaar weer; de tijdgeest wilde grote "scholengemeenschappen" of "middenscholen" waar leerlingen op verschillende niveaus konden binnenstromen en afstuderen en hun diploma’s konden stapelen. Pas in de jaren negentig kwamen de zelfstandige gymnasia in rustiger vaarwater. Het Gymnasium Haganum droeg daarnaast de last van zijn monumentale gebouw en de daarmee gepaard gaande hoge onderhoudskosten. In de jaren zestig werd nog voorgesteld de school te laten fuseren en het gebouw te slopen.

## Gebouw

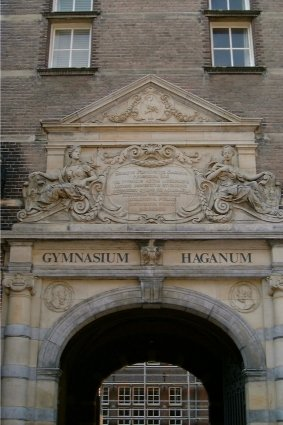
De ingang van het gebouw anno 2005

Het Haganum is gehuisvest in een gebouw aan de Laan van Meerdervoort. Het rijksmonument werd in de jaren 1905 - 1907 in neorenaissancestijl gebouwd naar een ontwerp van de architect rijksbouwmeester Jacobus van Lokhorst, die tijdens de bouw overleed. Zijn opvolger J.A.W. Vrijman voltooide het gebouw. Het kenmerkt zich door een traditionele uitstraling met een opvallende toren. Om het gebouw binnen te komen, moet men eerst door de poort. Hierop staat de naam van de school en de grondvesting van het gebouw gegraveerd. De grond waarop de school staat, werd, evenals de gipsen beelden die de school sieren, geschonken door grondbezitter en amateurarcheoloog Adriaan Goekoop.
In schooljaar 2010-2011 is het gebouw gerenoveerd, verbouwd en uitgebreid waarvoor de school tijdelijk verhuisde naar een gebouw in de Stokroosstraat.
Het gebouw van het Haganum is niet alleen gebruikt om de school in te huisvesten. Zo wordt er jaarlijks het Haganumfestival georganiseerd, en is er een aantal films gedeeltelijk opgenomen. Kruimeltje, Pietje Bell, Afblijven en Vroeger is dood, een film die in 1987 tweemaal een Gouden Kalf behaalde met muziek van oud-student/docent Simon Burgers. In deze film treedt ook het schoolorkest van het Haganum op. Voorts maakte oud-leerling Paul Verhoeven hier een van zijn eerste films, getiteld "Feest" (1963).

## Resultaten

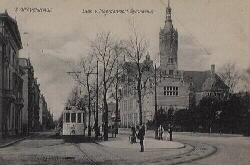
Het Haganum rond 1910, gezien vanaf de Zoutmanstraat. De tram reed toen al voor de school langs.

De school heeft goede resultaten behaald bij de eindexamens volgens Elsevier. Het Gymnasium Haganum bevindt zich volgens dit opinieblad bij de top van scholen in Nederland; in 2016 werd het Haganum aangemerkt als de beste vwo-school van de provincie Zuid-Holland.

## Activiteiten
Op vrijdagmiddag zijn er de zogenaamde vrijdagmiddagactiviteiten op school. Dit wordt door leraren en leerlingen georganiseerd. Daarnaast neemt het Haganum deel aan Model United Nations conferenties, onder andere de The Hague International Model United Nations (THIMUN), LEMUN, "MUNISH" en HMUN. Ook gaat het Haganum elk jaar naar een buitenlandse MUN-conferentie. Zo heeft het Haganum in het jaar 2006 een delegatie naar de Turkish International MUN in Istanboel gestuurd en in het jaar 2007 een delegatie naar de Deutsche Internationale Schule MUN in Athene. In 2008 bezochten de leerlingen Parijs om te participeren in de Paris Model United Nations, en in 2009 werd Lissabon bezocht om mee te doen aan de Iberian Model United Nations.
Leerlingen van het Haganum orginiseren de HagaMUN, waaraan afgevaardigden uit zeven landen meedoen. Meer dan honderdvijftig leerlingen zijn er bij betrokken.
De leerlingen van het Haganum worden automatisch lid van de Bond van Haagse Gymnasiasten, vaak afgekort met 'De Bond'. Dit is een vereniging waarvan de bestuursleden jaarlijks door de leerlingen worden gekozen, voorafgegaan door een campagne. De Bond heeft meerdere subverenigingen, zoals de schaakvereniging Chaturanga (opgericht in 1912). Een aantal maal per jaar verschijnt de schoolkrant Spectemur Agendo, kortweg Spec, die door een onafhankelijk van de Bond opererende redactie vervaardigd wordt. Daarnaast kunnen de oud-leerlingen lid worden van de alumnivereniging Socialiter, welke naam verwijst naar het eerste woord van het schoollied, dat begint met Socialiter concordia.

## Rectores van het Gymnasium Haganum

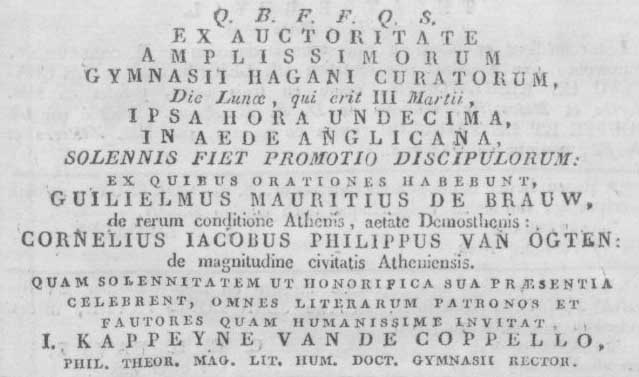
Aankondiging van een oratie door oud-leerling Willem de Brauw tijdens het rectoraat van J. Kappeyne van de Coppello. Hier reeds wordt de naam Gymnasium Haganum gebruikt. Dagblad voor 's-Gravenhage, 28 februari 1828

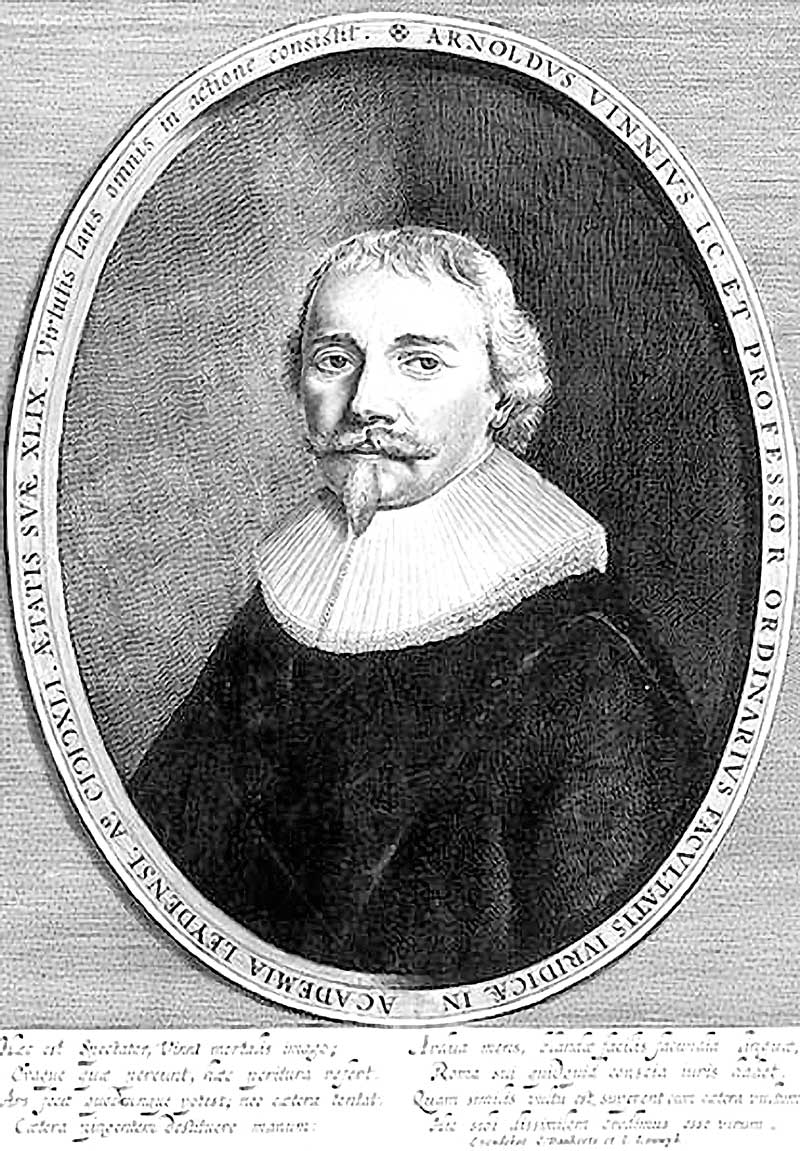
Arnold Vinnius (rector 1619-1632)

| Rector                                                                 | Periode              | Referenties | Opmerkingen                                     |
| ---------------------------------------------------------------------- | -------------------- | ----------- | ----------------------------------------------- |
| Bertoldus (ook wel: Bartoud, Bartold)                                  | vermeld 1327 en 1331 | [ 5 ]       |                                                 |
| Claes Ommeloop (ook wel Ommeloep)                                      | ? - 1378             |             |                                                 |
| Dirk Voppenzoon (ook wel Voppenz.)                                     | vermeld 1378         | [ 6 ]       |                                                 |
| Willem de Volder (ook wel: Guglielmus Gnapheus, Guiglielmus Fullonius) | 1522-1528            |             |                                                 |
| Wouter van Wijk Woutersz.                                              | 1542-1571            | [ 7 ]       |                                                 |
| Rombout Willemsz. Busschart (a.i.)                                     | 1572                 | [ 8 ]       |                                                 |
| Cornelis Schoen (Sconeus van der Goude/Schonaeus Goudanus)             | 1572-1574            |             |                                                 |
| Bernardus Beyema (ook wel: Bernardinus Beyma)                          | 1578-1589            |             |                                                 |
| Volkaert Westerholt (ook wel: Volcker Westerwolt)                      | 1589-1597            | [ 9 ]       |                                                 |
| Jacob van der Heyden (ook wel: Lasson of Lassonius)                    | 1608-1619            |             |                                                 |
| Arnold Vinnius                                                         | 1619-1632            |             |                                                 |
| Johan de Vries                                                         | ?-?                  | [ 10 ]      | 1627 conrector, later rector; overleden in 1657 |
| Dirck Wynandsz. 'Theodorus' of 'Thierry' Schuyl (Schulius)             | 1655-1668            |             |                                                 |
| Johannes Cock (Coccius)                                                | 1668-1670            |             |                                                 |
| Petrus Zurendonk                                                       | 1670-1674            |             |                                                 |
| Louis Le Milet                                                         | vermeld 1674         |             |                                                 |
| Johannes Verweij (Phorbaeus)                                           | 1687-?               | [ 11 ]      | overleden 1692                                  |
| Louis Le Milet                                                         | vermeld 1674         |             |                                                 |
| Pancras Mattheus van Maaswijk (Maasvicius)                             | 1692-1726            | [ 12 ]      | emeritaat 1726                                  |
| Isaac Valckenaer                                                       | ?-1734               |             | aangetreden 1720                                |
| Rutger Ouwens                                                          | 1734-1769            | [ 13 ]      |                                                 |
| Simon de Leeuw                                                         | 1769-1798            |             |                                                 |
| Hermanus de Booy                                                       | 1798-1814            |             |                                                 |
| Dr. Johannes Kappeyne van de Coppello                                  | 1816-1833            |             |                                                 |
| Dr. Casper Bax                                                         | 1833-1862            |             |                                                 |
| Dr. Laurens Reinhart Beijnen                                           | 1862-1878            |             |                                                 |
| Dr. Johannes Rutgers                                                   | 1878-1897            |             |                                                 |
| Dr. Theodoor van Aalst                                                 | 1897-1919            |             |                                                 |
| Dr. Hendrik Cannegieter Tzn.                                           | 1919-1936            |             |                                                 |
| Dr. Johannes van IJzeren (1876-1962)                                   | 1936-1943            |             |                                                 |
| Dr. J.C. Vollebregt                                                    | 1943-1956            |             |                                                 |
| Dr. A.J. van Duyvendijk                                                | 1956-1976            | [ 14 ]      |                                                 |
| Drs. C. van den Brandhof (a.i.)                                        | 1976                 |             |                                                 |
| Drs. E. Bierman                                                        | 1976-1994            |             |                                                 |
| Drs. G.P.Th. Kloeg                                                     | 1994-2014            |             |                                                 |
| Drs. J.M. Gaasbeek-Luursema (a.i.)                                     | 2014-2015            |             |                                                 |
| Mr. Drs. J.M. ten Hove-Lugtenburg                                      | 2015-2022            |             |                                                 |
| Ir. J.W. van Poortvliet                                                | 2022-                |             |                                                 |

## Prominente oud-docenten en oud-leerlingen
- Pat Andrea (1942), kunstschilder

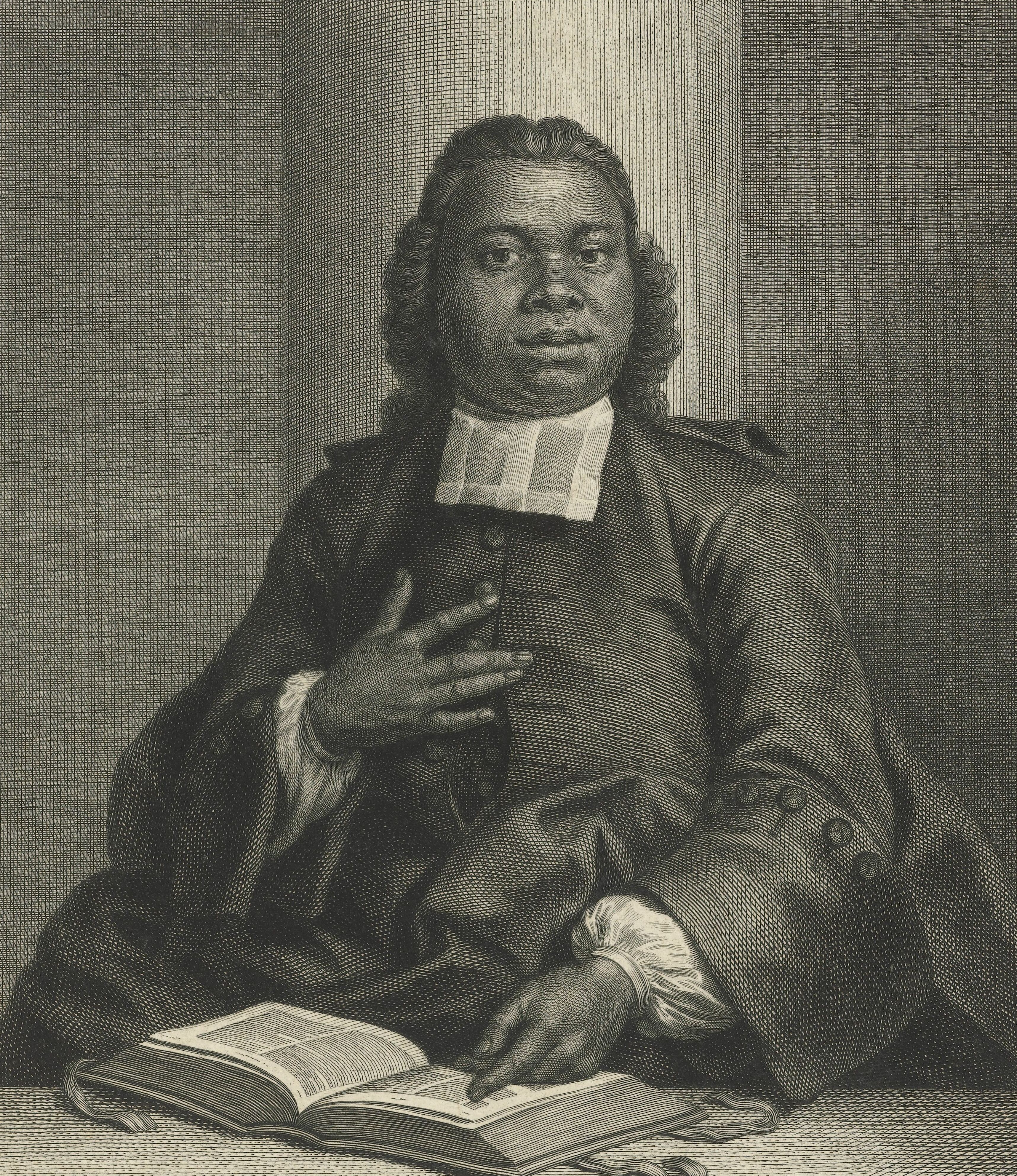
Jacobus Capitein

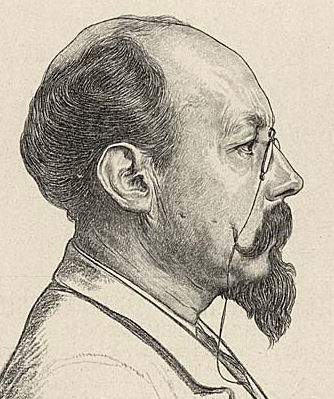
Marcellus Emants (lithografie van Theo Kerstel naar een tekening van Hendrik Haverman), 1897

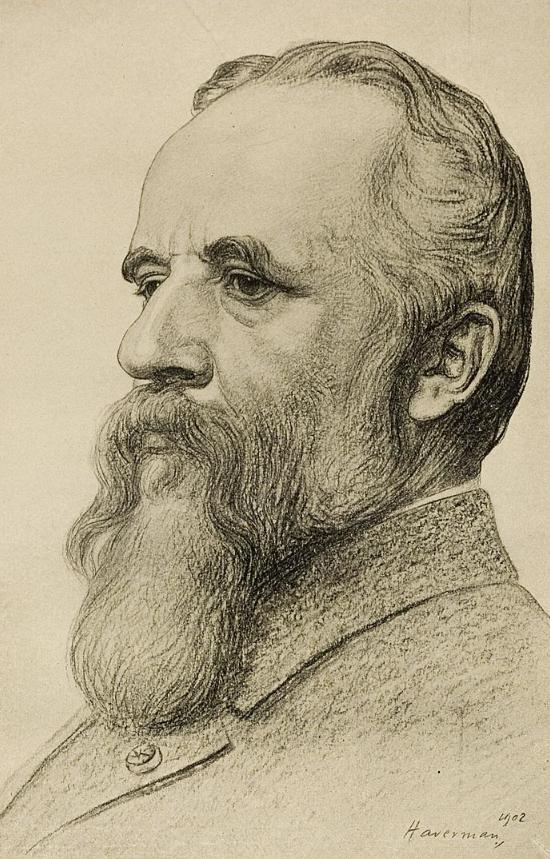
Mr. P.W.A. Cort van der Linden getekend door H.J. Haverman (1902)

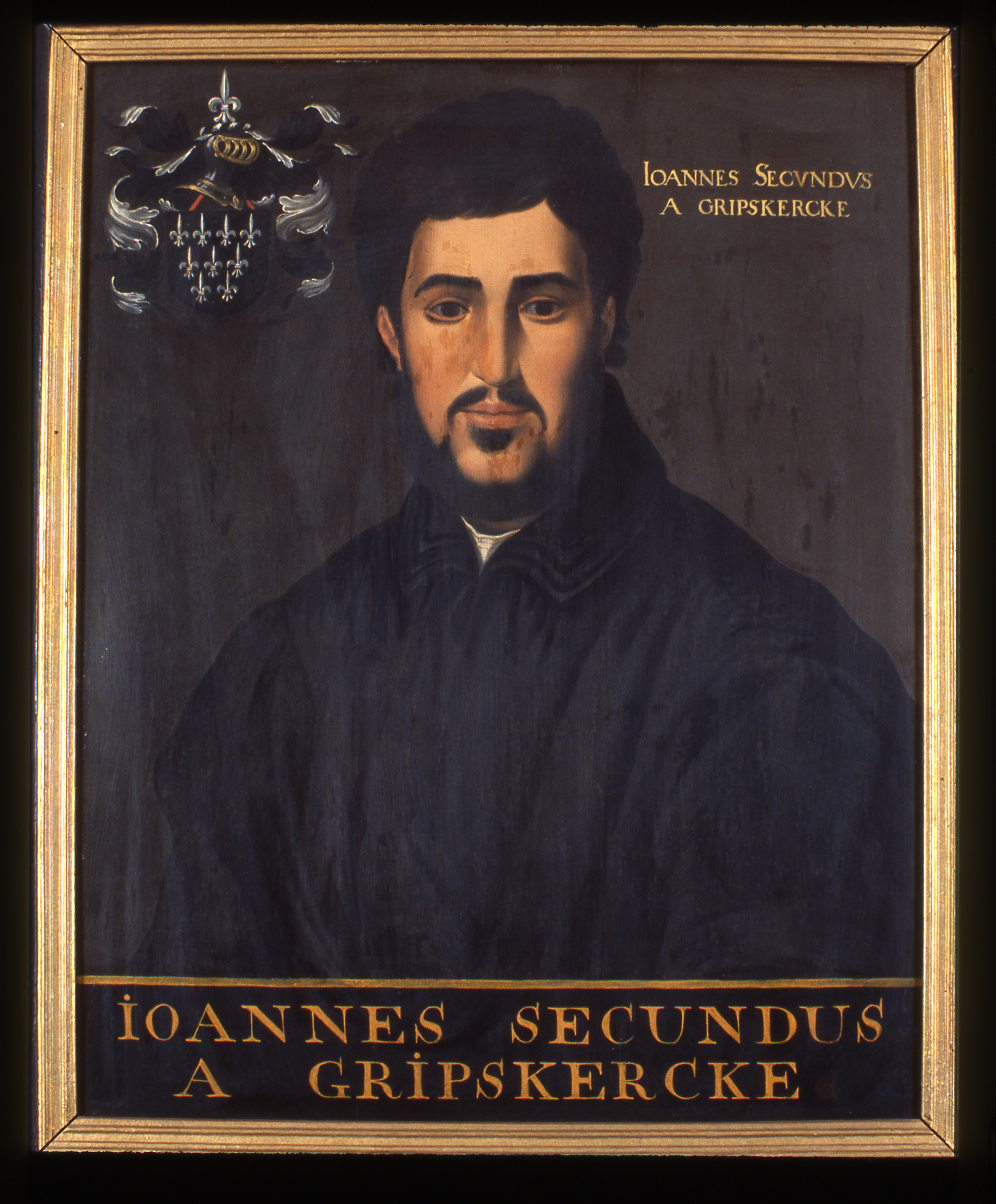
Jan Everaerts (Janus Secundus)

- Han Baudet (1891-1921), wiskundige
- Johan Jacob Belinfante (1874-1947), jurist, journalist[15]
- Frans Beelaerts van Blokland (1872-1956), minister van Buitenlandse Zaken, vice-president Raad van State
- Anet Bleich (1951), journalist en columnist
- Johan Heinrich Blum (1852-1929), docent en Tweede Kamerlid
- Cornelis Hendrik Boudewijn Boot (1813-1892), minister van Justitie
- F. Bordewijk (1884-1965), advocaat, schrijver
- Arno Bornkamp (1959), musicus
- Johannes Bosscha sr. (1797-1874), historicus, minister van Hervormde Eredienst (oud-docent)
- Willem Maurits de Brauw, (1810-1874), politicus
- Simon Burgers (1958), docent en componist (oud-docent)
- Conrad Busken Huet (1826-1886), schrijver
- Willem Byvanck (1848-1925), bibliothecaris en schrijver
- Jacobus Capitein (1717-1747), eerste zwarte promovendus en predikant in Nederland
- Carel Gabriel Cobet (1813-1889), classicus
- Antonie Cohen (1922-1996), taalkundige en foneticus (oud-docent)
- Herman Theodoor Colenbrander (1871-1945), hoogleraar, historicus, publicist
- Pieter Cort van der Linden (1846-1935), hoogleraar, minister, voorzitter ministerraad
- Armin Cuyvers (1980), hoogleraar Europees recht
- Boudewijn Cornelis Damsteegt (1915-2003), neerlandicus (oud-docent)[16]
- Norma Dettmeijer-Labberton (1914-2009), Tweede Kamerlid
- H.J. de Dompierre de Chaufepié (1861-1910), classicus, kunsthistoricus, numismaat[17]
- Olaf Douwes Dekker (1917-1940), sergeant-vlieger
- Willem Drees jr. (1922-1998), thesaurier generaal, Tweede Kamerlid
- Willem Jan Mari van Eysinga (1878-1961), jurist, hoogleraar, rechter, rector magnificus te Leiden
- Marcellus Emants (1848-1923), schrijver
- Jan Everaerts, ook wel Janus Secundus (1511-1536), Nederlands Neo-Latijns dichter
- Caro van Eyck (1915-1979), actrice
- Pieter Nicolaas van Eyck (1887-1954), schrijver
- Maarten Feteris (1960), president Hoge Raad der Nederlanden
- Dirk Fock (1858-1941), minister van Koloniën
- Pieter Geyl (1887-1966), historicus
- Andries de Graeff (1872-1957), minister van Buitenlandse Zaken
- Guillaume Groen van Prinsterer (1801-1876), Tweede Kamerlid
- Albert Grootendorst (1924–2004), wiskundige (oud-docent)[18]
- Alfred Haighton(1896-1943) Nederlands miljonair, financier van diverse fascistische en nationaalsocialistische bewegingen.
- Anthonie van der Heim (1693-1746), thesaurier-generaal, raadpensionaris van Holland[19]
- Karel H.E. de Jong (1872-1960), filosoof, classicus, publicist, parapsycholoog[20]
- Bonifacius Cornelis de Jonge (1875-1954), minister van Oorlog, gouverneur generaal van Indië
- Willem Caspar de Jonge (1866-1925), politicus[21]
- Abraham van Karnebeek (1836-1925), minister van Buitenlandse Zaken, commissaris des koning Zeeland, Tweede Kamerlid
- Herman van Karnebeek (1874-1942), minister van Buitenlandse Zaken, commissaris van de koningin Zuid-Holland
- Eelco Nicolaas van Kleffens (1894-1983), minister van Buitenlandse Zaken, minister van Staat, voorzitter Algemene Vergadering van de Verenigde Naties in 1954
- Willem Martien Kleijn (1927-2008), jurist, publicist[22]
- Gerhardus Knuttel Wzn (1889-1968), conservator, museumdirecteur, kunstpedagoog, publicist en kunstcriticus
- Frank Kooman (1929-2011), componist, poppenspeler
- Johan Gerbrand Koopmans (1900-1958), econoom[23]
- Rolf Koot (1958)
- Johannes Martinus Jacobus Korpershoek (1885-1967), pionier gymnastiekonderwijs in Nederland (oud-docent)[24]
- Philip Kroonenberg (1952), muzikant
- Frans Kuiper (1907-2003), sanskritist
- Willem Leo Leclercq (1899-1984), notaris, natuurbeschermer en schrijver.[25]
- Gerardus van der Leeuw (1890-1950), theoloog, hoogleraar, minister van Onderwijs, Kunsten en Wetenschappen
- Bram van der Lek (1931-2013), politicus
- John Loudon (1866-1955), minister van Buitenlandse Zaken
- Cornelis van Maanen (1769-1846), minister van Justitie
- Æneas Mackay, 10th Lord Reay (1806-1876), Tweede Kamerlid, vice-president Raad van State
- Donald Jacob baron Mackay, 11th Lord Reay (1839-1921), Tweede Kamerlid, lid Britse Hogerhuis, gouverneur Bombay
- Josine Meyer (1896-1991), essayiste
- Arie Mout (1900-1978), advocaat[26]
- Alexander Münninghoff (1944-2020), journalist, schaker
- Wim Noordhoek (1943), radiomaker, journalist, auteur
- A.H. Nijhoff (1897-1971), pseudoniem van Netty Nijhoff-Wind, schrijfster
- Martinus Nijhoff (1894-1953), dichter
- Herman Theodorus Obbink (1869-1947), predikant, theoloog (oud-docent)
- Theodoor Gautier Thomas Pigeaud (1899-1988), taalkundige, volkenkundige
- Aäron Adolf de Pinto (1828-1907), lid van de Hoge Raad
- Alexander Pola (1914-1992), pseudoniem van Abraham Polak, schrijver, acteur
- Suardus Posthuma (1900-1991), econoom[27]
- Jean François van Royen (1878-1942), typograaf, uitgever
- Charles Ruijs de Beerenbrouck (1873-1936), Tweede Kamerlid, minister-president
- Hendricus Gerardus van de Sande Bakhuyzen, (1838-1923), astronoom, hoogleraar, observator Leidse Sterrenwacht, voorzitter KNAW (oud-docent)
- Abraham Schierbeek (1887-1974), bioloog (oud-docent)[28]
- Jo Schouwenaar-Franssen (1909-1995), Tweede Kamerlid, minister van Maatschappelijk Werk
- A.W. Stellwagen (1844-1918), onderwijskundige, essayist (oud-docent)[29]
- Eduard Struick (1927-1957), historicus, publicist
- Ben Telders (1903-1945), politicus
- Aegidius Willem Timmerman (1858-1941), classicus (oud-docent)
- Erik van Trommel (1967), acteur
- Jacob Dirk Veegens (1845-1910), Minister van Waterstaat, Handel en Nijverheid
- Roel in 't Veld (1942), hoogleraar bestuurskunde, staatssecretaris van Onderwijs
- Willem Jacob Verdenius (1913-1998), classicus
- Hans Verhagen (1939-2020), dichter
- Paul Verhoeven (1938), regisseur
- Albert Vogel jr. (1924-1982), acteur, publicist[30]
- Carel Vosmaer (1826-1888), jurist, letterkundige
- Hugo de Vries (1848-1935), bioloog, geneticus
- Victor E. van Vriesland (1892-1974), dichter
- Jan Walch (1879-1946), schrijver
- Hans Wiebenga (1917-2005), politicus
- Jacob Adriaan de Wilde (1879-1956), minister van Binnenlandse Zaken
- Eckart Wintzen (1939-2008), ondernemer
- Everardus Wittert van Hoogland (1875-1959), politicus, Eerste Kamerlid
- Kees van der Wolf (1944-2014), hoogleraar orthopedagogiek
- Anna Woltz (1981), kinderboekenschrijfster
- Philip Zilcken (1857-1930), beeldend kunstenaar[31][32]
- Willem Rutger van Zwet (1934), statisticus[33]
- Gideon Samson (1985), schrijver